# Мамчак Мирослав Андрійович
Мирослав Андрійович Мамчак (нар. 16 грудня 1952, с. Княже, Снятинський район, Івано-Франківська область, Українська РСР, СРСР) — український морський офіцер, громадський діяч, публіцист, журналіст, публіцист, поет, дослідник історії українського флоту.
Член Національної спілки журналістів України, Всеукраїнської спілки письменників-мариністів України, Одеське відділення.

## Біографія
З 1971 року служив на Балтійському і Чорноморському флотах СРСР. Пройшов службовий шлях від матроса до капітана 1-го рангу. 17 років служив на Потійській військово-морській базі. Був замполітом Кримської військово-морської бази. 
Стояв біля витоків створення Військово-Морських Сил України, організовував випуск газети «Флот України» і роботу телерадіокомпанії «Бриз», яку очолював у 1994–2010.
Автор численних книжок (історичні розвідки, збірки віршів і нарисів), аналітичних публікацій, телефільмів і радіопрограм, української версії гімну Севастополя.
Тематика історичних досліджень пов'язана з дослідженнями військово-морської історії України. Голова громадського військово-морського історичного клубу ім. Святослава Шрамченка та комітету по присудженню літературної і медичної премій у ВМС ЗС України імені адмірала Ярослава Окуневського.
1993 — Почесний знак «Організаційна група ВМС України».
1997 — Указом Президента України нагороджений медаллю «За військову службу Україні».
2002 — удостоєний Гран-прі (Головного призу) IV Всеукраїнського фестивалю телерадіоорганізацій України «Україна єдина» (Одеса).
2005 — наказом Міністра оборони України за найвдаліше висвітлення військової, військово-патріотичної тематики та діяльності Збройних Сил України історичні нариси «Флотоводці України» відзначені премією Міністерства оборони України.
2006 — вони ж відзначені літературно-мистецькою премією ім. Марка Черемшини (Івано-Франківська область).
2007 — Указом Президента України присвоєно почесне звання «Заслужений журналіст України».
2011 — за книгу «Тарас Шевченко і флот» удостоєний Всеукраїнської премії імені Вячеслава Чорновола в галузі журналістики.
2013 — по цей час;— обраний першим заступником Севастопольського міського об'єднання Всеукраїнського товариства «Просвіта» імені Тараса Шевченка
2013 — член Всеукраїнської спілки письменників-мариністів України.
Протягом служби нагороджений медаллю «За військову службу Україні» та рядом відзнак-медалями Міністерства оборони України.

## Твори

### Книги— історичні розвідки
- Флотоводці України. Історичні нариси, хронологія походів. — Снятин: ПрутПринт, 2005. — 400 с. — (Скарби отчої землі) [Архівовано 14 жовтня 2009 у Wayback Machine.]
- Україна : шлях до моря. Історія українського флоту. — Снятин: ПрутПринт, 2007. — 404 с. іл. [Архівовано 8 листопада 2011 у Wayback Machine.]
- Флотоводці, командувачі флоту України. Видання друге, з змінами і доповненнями. http://ukrlife.org/main/evshan/mamchak_flotovodci.html [Архівовано 12 квітня 2021 у Wayback Machine.]
- Військово-морська символіка України. — Снятин: ПрутПринт, 2009. — 92 с., іл. http://ukrlife.org/main/uacrim/mam4aksymb.html [Архівовано 28 квітня 2020 у Wayback Machine.]
- Чорноморський флот у боротьбі за незалежність України (1917—1921). Севастополь. ПП «Стрижак». 2011. — 240 с., іл.
- Тарас Шевченко і флот. — Снятин: ПрутПринт, 2010. — 92 с., іл. http://ukrlife.org/main/uacrim/shevchenko&flot.html [Архівовано 16 березня 2022 у Wayback Machine.]
- Донузлав: на зламі історії флоту. — Севастополь. 2011. — 86 с., іл.
- Княже понад Черемошем. Історичний нарис. — Снятин: ПрутПринт, 2011. — 464 с., іл. http://ukrlife.org/main/evshan/mamchak_knyazhe.html [Архівовано 27 квітня 2020 у Wayback Machine.]
- Драгасимів — село Драги синів. — Чернівці, ДрукАРТ, 2015—344 с., іл 24 ст.
- Військово-морська медицина України. Шлях становлення і розвитку. — Севастополь. 2012. — 290 с. іл.
- Чорноморський флот. Курсом до України. — Севастополь. «Просвіта», 2013—606 с., іл.http://ukrlife.org/main/uacrim/mamchak_kursom_do_ukrainy.html
- Народження «Красного флоту» як трагедія Севастополя. — Севастополь, «Просвіта», 2014 — 53 стор., іл.
- Військово-морське будівництво в Україні у XX ст. Збірник документів. — Севастополь, «Просвіта». 2013 http://ukrlife.org/main/uacrim/mamchak_budivnytstvo.html [Архівовано 28 квітня 2020 у Wayback Machine.]
- 2014. Анексія Криму. Анатомія гібридної війни. — Київ, вид. В.Карпенко, 2015—459 ст. іл. http://ukrlife.org/main/uacrim/mamchak_anneksia.html [Архівовано 28 квітня 2020 у Wayback Machine.]
- Україна: шлях до моря. Історія Українського флоту. Видання друге, з змінами і доповненнями. — Івано-Франківськ. 2018, Місто НВ. — 406 ст., іл. http://www.ukrlife.org/main/evshan/mamchak_domoria.html [Архівовано 18 липня 2021 у Wayback Machine.]
- Лотофаги. — Миколаїв, 2018. — 147 ст., іл. http://ukrlife.org/main/uacrim/mamchak_lotofagy.html [Архівовано 28 квітня 2020 у Wayback Machine.]
- 1992-2014. Гібридно-флотська війна. Інформаційна оборона. Збірник публікацій. - Севастополь. 2019. http://ukrlife.org/main/uacrim/mamchak_hronika.html [Архівовано 28 квітня 2020 у Wayback Machine.]

### Збірки нарисів і віршів
- Траверзом історії: Нариси, бувальщини, притчі, вірші. — Снятин: ПрутПринт, 2007. — 120 с. http://ukrlife.org/main/uacrim/traverzom.htm [Архівовано 28 квітня 2020 у Wayback Machine.]
- Ой було на флоті, було… — Снятин: ПрутПринт, 2008. — 116 с. http://ukrlife.org/main/uacrim/bulo_flot.htm [Архівовано 27 квітня 2020 у Wayback Machine.]
- Галсами флотської служби. Нариси, оповідання. — Севастополь. 2019. http://ukrlife.org/main/uacrim/mamchak_galsamy.html [Архівовано 28 квітня 2020 у Wayback Machine.]

### Упорядник спогадів. Автор передмови
- Юрій Винничук. Скалічене життя / Упоряд., авт. передм. М. А. Мамчак. — Снятин: ПрутПринт, 2007. — 60 с., іл. http://ukrlife.org/main/evshan/fight.htm [Архівовано 27 квітня 2020 у Wayback Machine.]
- Голей Микола. Голодинський Адам. Втрачена земля / Упоряд., авт. передм. М. А. Мамчак. — Снятин: ПрутПринт, 2008. — 68 с. http://ukrlife.org/main/evshan/lost.htm [Архівовано 27 квітня 2020 у Wayback Machine.]
- Голей Микола. Нагородою їм став ГУЛАГ/ Упоряд, автор передм. М.А. Мамчак. - Коломия: Вік, 2020. —150 стор. з іл.